# Vincenzo Raimondini
Vincenzo Raimondini, né le 10 octobre 1758 à Messine et mort le 15 septembre 1811 à Naples, est un naturaliste italien.

## Biographie
Vincenzo Raimondini naît le 10 octobre 1758 à Messine, où son père est pharmacien. Après avoir achevé le cours de collège à Messine, il va étudier la médecine à Naples et devient médecin. Toutefois, il préfère la chimie et la minéralogie à la pratique médicale, ce qui lui vaut d’être choisi par le gouvernement pour visiter la nitrière naturelle de Molfetta. Il fait partie, avec Andrea Savaresi, Matteo Tondi, Giuseppe Melograni, Giovanni Faicchio et Carmine Antonio Lippi, d'un groupe de jeunes scientifiques envoyés en 1789 en Hongrie pour étudier les procédés employés dans l’exploitation des minéraux. Après trois années d’études au collège de Schemnitz (aujourd'hui Banská Štiavnica), Raimondini, accompagné de Melograni, parcourt la Hongrie, la Transylvanie, la Pologne, la Galicie, la Bohême, l’Autriche et le Tyrol. Il s’arrête quelque temps à Freiberg pour suivre les leçons de Abraham Gottlob Werner sur la minéralogie. Il s'installe également un an dans la Saxe, riche en minéraux, notamment grâce aux minières d’Erzgebirge et celles du Harz, d'un grand intérêt pour lui. En 1794, il se rend en Angleterre et visite les principales mines du pays. Il ne revient à Naples qu’en 1796. Peu de temps après, il fait partie d’une commission chargée de reconnaître une prétendue carrière de charbon fossile dans la province de Salerne, et d’examiner les fours de Marino et de Cannetto. De là, il arrive en Calabre pour y visiter les minières de Stilo et les fonderies de la Mongiana, mais la crise qui secoue la région l’oblige à revenir à Naples avant d’avoir pu réaliser tout ce qu'il s'est assigné. En 1801, il est à nouveau envoyé en Calabre pour réaliser, aux côtés de Savaresi, la carte géographique et minéralogique de la région. Cependant il n'achève pas entièrement sa tâche, car il est dans l’intervalle rappelé à Naples pour occuper une chaire à l’université et diriger le musée de minéralogie. On doit à Raimondini la découverte d’une nouvelle substance éjectée par le Vésuve et à laquelle il donne le nom de zurlite, en l’honneur du comte Giuseppe Zurlo, son protecteur. Raimondini meurt à Naples le 15 septembre 1811.

## Œuvres
- Lettera sulla nitriera naturale del Pulo di Molfetta, nella terra di in Puglia, Naples, 1788, in-8° ;
- Memoria sulla preparazione della canapa, etc. (dans les Actes de l’institut royal d’encouragement, Naples, 1811).

Il laisse de plus en manuscrit un Traité élémentaire de minéralogie. Matteo Tondi et Stefano Delle Chiaje consacrent chacun une notice à ce savant naturaliste.